# Ramphocelus flammigerus
La tangara flamígera (Ramphocelus flammigerus), también denominada sangre de toro lomo de fuego, toche enjalmado o tangara lomiflama, es una especie de ave paseriforme de la familia Thraupidae, perteneciente al  género Ramphocelus. Es endémica del oeste de Colombia.

## Distribución y hábitat
Se distribuye a lo largo del valle del Cauca, desde Antioquia, hacia el sur hasta Cauca, en el oeste de Colombia.
Esta especie es considerada bastante común en sus hábitats naturales: las clareras arbustivas, borde de bosques y jardines, principalmente entre los 800 y 2000 m de altitud.

## Descripción
Mide en promedio 19 cm de longitud. Presenta dimorfismo sexual muy marcado. El macho es negro aterciopelado con una mancha en la espalda de color rojo escarlata; el pecho y la rabadilla anaranjadas a rojas y el vientre amarillo intenso. El pico es azul cobalto a plateado o blancuzco con punta negra. La hembra tiene el dorso marrón oliváceo con pintas oscuras; rabadilla naranja rojiza; pecho y vientre amarillo claro.

## Comportamiento
Generalmente anda en grupos ruidosos de pocos individuos. Se alimenta de frutas e insectos. Para cortejar a la hembra, el macho alza la cabeza hacia ella y muestra la parte inferior del pico ligeramente inflamada. Anida en arbustos bajos. La hembra pone dos huevos de color azul.

## Sistemática

### Descripción original
La especie R. flammigerus fue descrita por primera vez por los ornitólogos británicos William Jardine y Prideaux John Selby en 1833 bajo el nombre científico Ramphopis flammigerus; su localidad tipo es: «Antioquia, Colombia».

### Etimología
El nombre genérico masculino «Ramphocelus» se compone de las palabras del griego «rhamphos»: pico, y «koilos»: cóncavo; significando «de pico cóncavo»;   y el nombre de la especie «flammigerus», se compone de las palabras del latín «flamma»: llama  y «gera»: que lleva, que carga.

### Taxonomía
La especie Ramphocelus icteronotus ya fue tratada –o todavía lo es por algunos autores o clasificaciones– como conespecífica con la presente debido a la ocurrencia de intergradación entre ambas en el suroeste de Colombia. Sin embargo, clasificaciones como el Congreso Ornitológico Internacional (IOC), Birdlife International (BLI) y Aves del Mundo (HBW) la consideran una especie plena.
Los amplios estudios filogenéticos recientes de Burns et al. (2014) demuestran que la presente especie (incluyendo R. icteronotus) es hermana de Ramphocelus passerinii (incluyendo R. costaricensis).